# Орден Витторио Венето
Орден Витторио Венето (итал. Ordine di Vittorio Veneto) — военный орден Итальянской Республики в 1968—2010 годах.
Учреждён законом № 263 от 18 марта 1968 года для выражения признательности Нации тем, кто в течение не менее 6 месяцев сражался на полях Первой мировой войны и предшествующих войн.
Главой ордена являлся Президент Республики. В Совете ордена председательствовал один из генералов армейского корпуса.
Орден состоял из единственного класса. Удостоенные ордена именовались Кавалерами ордена Витторио Венето.
Кавалерам вручался знак ордена для ношения на груди на ленте. Знак представаляет собой греческий крест с медальоном, в котором помещена пятикончная звезда.
Орден упразднён в 2010 году, в связи с тем, что не осталось в живых ни одного кавалера ордена.